# Хемантус
Хемантус (Haemanthus) са род растения, представители на семейство Кокичеви. Това е изключително интересен, ендемичен за южна Африка род, който се състои от приблизително 22 вида, повечето от които се срещат в Южна Африка, и особено в сухите райони на западния бряг на Южна Африка и Намибия, Южен Мозамбик, Лесото и Свазиленд. Всички видове са луковични, с многогодишни месести корени и формират богати гроздове от червени, розови и бели цветове. Всички видове, произхождащи от западните райони на Южна Африка, растат през зимата и имат ясно изразен период на почивка през лятото. Видовете, произхождащи от районите с летен дъждовен период, са предимно лятно растящи и с период на почивка през зимата, но има и три вечнозелени вида от този район, а именно H. albiflos, H. deformis и H. pauculifolius.

## Видове
| - Haemanthus albiflos Jacq. - Haemanthus amarylloides Jacq. - Haemanthus avasmontanus Dinter - Haemanthus barkerae Snijman - Haemanthus canaliculatus Levyns - Haemanthus carneus Ker Gawler - Haemanthus coccineus L. - Haemanthus crispus Snijman - Haemanthus dasyphyllus Snijman - Haemanthus deformis Hook.f. - Haemanthus graniticus Snijman | - Haemanthus humilis Jacq. - Haemanthus lanceifolius Jacq. - Haemanthus montanus Baker - Haemanthus namaquensis R.A. Dyer - Haemanthus nortieri Isaac - Haemanthus pauculifolius Snijman & A.E.van Wyk - Haemanthus pubescens L. - Haemanthus pumilio Jacq. - Haemanthus sanguineus Jacq. - Haemanthus tristis Snijman - Haemanthus unifoliatus Snijman |